# Тетранитратоксикарбон
Тетранитратоксикарбон (тетракис(нитратоксикарбон)метан; англ. tetranitratoxycarbon, tetrakis(nitratoxycarbon)methane) — гипотетически возможное химическое соединение. Предполагается, что оно может хранить энергию подобно нитроглицерину и быть взрывчатым веществом. Было предложено в 2011 году.

## Открытие

Модель молекулы.

Соединение было впервые собрано 10-летней школьницей 5 класса из Канзас-Сити (Миссури) Кларой Лейзен (англ. Clara L. Lazen) во время занятий по химии. 
Учитель науки Кеннет Беер (англ. Kenneth Boehr) заинтересовался молекулой и связался со знакомым профессором химии Робертом Золлнером (англ. Robert Zoellner) из государственного университета Гумбольдта (Калифорния).  Золлнер обнаружил, что это соединение ранее никогда не было описано. В 2012 году статья, посвящённая теоретическому исследованию соединения вышла в научном журнале Computational and Theoretical Chemistry, в котором Лейзен и Беер стали соавторами.

## Свойства
Тетранитратоксикарбон состоит из кислорода, азота и углерода. Структурно сходно с нитроглицерином. Предположено, что оно может обладать взрывчатыми свойствами. Кроме этого, был описан ряд родственных соединений с общей формулой Cn(CO3N)2n+2 (где n = 0, 1, 2). 